# Distrito de Grocio Prado
El Distrito de Grocio Prado es uno de los once distritos peruanos que forman la Provincia de Chincha en el Departamento de Ica, bajo la administración del Gobierno regional de Ica.
se encuentra en chincha , al norte limita con San Vicente de Cañete y al sur con Distrito de Sunampe , al oeste con el Océano Pacífico y al este con Distrito de Pueblo Nuevo (Chincha)

## Historia
El distrito fue creado el 7 de diciembre de 1944, en el primer gobierno del Presidente Manuel Prado Ugarteche. 
El nombre es en honor al héroe chinchano José Santos Grocio Prado Linares, héroe de la Batalla del Alto de la Alianza en Tacna, libertador de Cuba y las Filipinas y por ser hermano paterno del presidente de la República.

## Geografía
Es un distrito de costa y tiene una tasa de crecimiento anual de 1,1%, repartidos en una superficie de 190,53 km² y a una altitud de 90.00 m s. n. m.

## Autoridades

### Municipales
• 2023  - 2026
• Alcalde : Victor Hugo Pachas Moran, del movimiento político [Uno por Ica]
•regidores : Yataco Sifuentes Juan Carlos, Huasasquiche Torres Ruth Magali, Saravia Magallanes Jony Roberto, Castilla Avalos Leonela Paola, Carbajal Munayco Tomas Daniel, Vásquez Yataco Sandra Elizabeth y Yataco Fox Nicolás Pavel.
• 2019  - 2022
• Alcalde : Valenzuela del movimiento regional "unidos por la región" (L)
•regidores : Eusebio Tasayco Pachas del movimiento "unidos por la región" (L) , Carlos Fernando Salhuana Moran del movimiento "unidos por la región" (L) , Angellina Yataco Arriola del movimiento "unidos por la región" (L) , Juan Orlando Saravia Taboada del movimiento "unidos por la región" (L) , Rubén Wilfredo Pachas Magallanes del movimiento "Obras por la modernidad" (G).
•   .2015 - 2018
° Alcalde: Luis Alfredo Tasayco Tasayco, del Movimiento Partido Regional de integración (PRI).
°Regidores: Emilio Saravia Arias del Movimiento Partido Regional de integración (PRI), Ángel Dimas Almeyda Torres del Movimiento Partido Regional de integración (PRI), Román Arturo Pachas de la Cruz del Movimiento Partido Regional de integración (PRI) , Teresa Victoria Saravia Munayco del Movimiento Partido Regional de integración (PRI) , María Gisella Atuncar de Torres del movimiento unidos por la región (L)
- 2011-2014[1]
  - Alcalde: Luis Alfredo Tasayco Tasayco, del Movimiento Alianza Regional Independiente (ARI).
  - Regidores: Emilio Saravia Arias (ARI), José Yataco Saravia (ARI), Wilfredo Huamán Castilla (ARI), Yésica Consuelo Mendoza Ávalos (ARI), Luis Antonio Ávalos Arias (Frente Regional Progresista Iqueño).
- 2007-2010: 
  - Alcalde: Carlos Alberto Torres Tasayco.

### Religiosas
- Desde el punto de vista jerárquico de la iglesia católica forma parte de la diócesis de Ica.[2]
- Párroco: Pbro. Carlos Martín Cabrera De La Cruz. (Parroquia San Pedro).[3]

## Festividades
En enero y diciembre de cada año, meses de su nacimiento y muerte, se produce el peregrinaje a la ermita de La Melchorita, muy popular entre la población que le atribuye numerosos milagros.
También se celebra la fiesta de la Virgen de Topara. y el señor crucificado

## Atractivos turísticos
Reconocido por su gastronomía, Grocio Prado ofrece a los turistas variados platos típicos como la sopa seca con Carapulcra, chicharrones, seco con frejoles, picadillo de pavo, arroz con pato, como el vino del lugar y la cachina chinchana. Son infaltables los dulces como el manjarblanco, machacado y fríjol colado y los picarones. Además también se encuentran las artesanías, como las canastas, los sombreros de junco o de totora

## Lugares turísticos
Entre ellos tenemos:
- La casa de la Melchorita

En donde acuden cada día muchas personas para poder pedir un milagro o un deseo, o dar gracias por las bendiciones concedidas a través de ella. Algunas personas vienen de muchos lugares del mundo y aún más el día 6 de enero de todos los años en donde pernoctan en la plaza de armas del distrito de GROCIO PRADO y es el día en donde llegan varias delegaciones de atajos de negritos de distintos lugares de la región para así poner un marco de alegría a esta festividad como es el nacimiento de la sierva de dios. 
- La plaza de Armas de Grocio Prado

Se puede decir que la plaza de armas se ha remodelado en muchas oportunidades para poder estar a la altura de muchas otras ciudades y no envidiar a ninguna ya que es una de las más hermosas de la provincia de CHINCHA
- La Iglesia de San Pedro

Desde 2015, la iglesia se encuentra en reparaciones debido al último movimiento sísmico (2007) que hubo se tuvo que derribar para poder hacer otra más moderna y segura para todas las personas que acuden cada día a la iglesia. Actualmente los restos de MELCHORITA están en la iglesia ya que fue traída en peregrinación desde el cementerio general de Chincha alta hasta la iglesia San Pedro de Grocio Prado en donde esta actualmente para la alegría de los pobladores del distrito.
• Bulevar de Grocio Prado
Este lugar se encuentra en el pasaje peregrino de Grocio Prado, donde se encuentra varios puestos de artesanía, restaurantes y tiendas.
Los turistas o pobladores visitan el lugar; en el caso de los extranjeros, estos visitan para descubrir la artesanía del distrito y sus costumbres.
Y en el caso de los pobladores visitan para pasear con amigos o familiares

## Literatura
- La tía Julia y el Escribidor

En este libro con tintes autobiográficos de Mario Vargas Llosa, Varguitas y la tía Julia llegan a Grocio Prado, tras una larga búsqueda de algún alcalde que aceptara casarlos dado que Varguitas era menor de edad. Finalmente, con ayuda de su amigo Javier, quien convence al alcalde, se casan.
- El pez en el agua

En este libro de memorias de Mario Vargas Llosa, el escritor vuelve a relatar las vicisitudes de su primer matrominio con Julia Urquidi "la tía Julia" y cómo, finalmente y con la ayuda de su amigo Javier Silva Ruete "Javier", lo consiguen en Grocio Prado.